# 씨아
씨아는 목화의 씨를 빼는 기구이다. 나무토막에 두 개의 기둥을 박고, 기둥 사이에 둥글게 깎은 나무를 가로지른다. 이 때 나무의 끝은 톱니바퀴처럼 깎는다. 그리고 손잡이를 끝에 달아 만든다. 손잡이를 돌리면 나무가 맞물려 돌아가면서 목화솜 사이의 씨를 뺄 수 있게 되어 있다.
씨아는 혼자 돌리거나, 둘이 돌리게 된 것 등이 있다. 씨아를 이용해 목화에서 솜을 빼는 일을 앗는다고 하며,‘씨아질’이라고도 한다. 씨아질을 하면, 씨는 그대로 떨어지고, 목화솜은 반대편으로 나오게 된다. 고려 말 원나라에서 목화가 전래되며, 고려말 조선초부터 만들어졌을 것으로 추정된다. 이렇게 씨아를 이용해 빼낸 목화솜은 물레를 이용하여 길쌈에 쓰이거나 이불솜으로 활용한다.

## 같이 보기
- 조면기
- 물레